# یکی هم زیادی است
یکی هم زیادی است (انگلیسی: One Too Many) یک فیلم کمدی صامت کوتاه به کارگردانی ویلارد لوئیس است که در سال ۱۹۱۶ منتشر شد. از بازیگران این فیلم می‌توان به اولیور هاردی، بیلی بلچر و بیلی روژ اشاره کرد.